# Golden Valley megye (Észak-Dakota)
Golden Valley megye az Amerikai Egyesült Államokban, azon belül Észak-Dakota államban található. Megyeszékhelye és legnagyobb városa Beach. Lakosainak száma 1736 fő (2020. április 1.).

## Szomszédos megyék
- McKenzie megye (észak)
- Billings megye (kelet)
- Slope megye (dél)
- Fallon megye (délnyugat)
- Wibaux megye (nyugat)

## Népesség
A megye népességének változása:
| Lakosok száma | 1679 | 1745 | 1802 | 1823 | 1845 | 1736 |
|               | 2010 | 2011 | 2012 | 2013 | 2015 | 2020 |